# Тупа
Тупа (укр. Тупа, Дупла) — река в Чортковском районе Тернопольской области, Украина. Правый приток Серета (бассейн Днестра).
Берёт начало у села Палашовка, впадает в реку Серет в селе Касперовцы.
Длина реки 44 км, площадь бассейна 229 км². Долина реки в верхнем течении корытообразная, в нижней — каньоноподобная, глубина в низовьях 70-80 м, ширина 1,5-2 км. Пойма двусторонняя, узкая, в верхнем течении местами заболочена. Русло умеренно извилистое, шириной 5-7 м. Уклон реки — 4,2 м/км. Питание смешанное. Замерзает в декабре, вскрывается в конце февраля — начале марта. В верхней части реки сооружены пруды. Используется для хозяйственных нужд.